# Abcoude
Abcoude  è una località olandese situata nella zona dei Laghi di Vinkeveen (Vinkeveense Plassen), nella provincia di Utrecht. Il comune autonomo dal 1º gennaio 2011 è stato accorpato a quello di De Ronde Venen.

## Amministrazione

### Gemellaggi
- Lennik